# Потсборо (Тексас)
Потсборо (енгл. Pottsboro) град је у америчкој савезној држави Тексас. По попису становништва из 2010. у њему је живело 2.160 становника.

## Демографија
Према попису становништва из 2010. у граду је живело 2.160 становника, што је 581 (36,8%) становника више него 2000. године.
| Група             | 2000.         | 2010.         |
| Белци             | 1.506 (95,4%) | 1.941 (89,9%) |
| Афроамериканци    | 1 (0,1%)      | 8 (0,4%)      |
| Азијати           | 4 (0,3%)      | 20 (0,9%)     |
| Хиспаноамериканци | 32 (2,0%)     | 98 (4,5%)     |
| Укупно            | 1.579         | 2.160         |